# Parti du salut national
Le parti du salut national (en turc : Millî Selâmet Partisi abrégé MSP) était un parti politique turc d'orientation islamiste.

## Historique
À la fin des années 1960 et plus particulièrement à partir de 1968, le Parti de la justice (Adalet Partisi abrégé AP), qui s'affirmait de plus en plus comme un parti proche des milieux financiers, commence à perdre sa base électorale. Dans un contexte d'exode rural, la petite bourgeoisie rurale s'éloigne de ce parti vu comme soutenant les uniques intérêts financiers des grands complexes économiques d'Istanbul et des capitaux étrangers. Ce détournement se fait au profit de formations politiques plus petites, récentes et radicales. Le Parti de l'ordre national, renommé plus tard Parti du salut national, est l'un d'entre eux.
Les Akıncılar sont l'organisation de jeunesse du parti.

## Positionnement
Le Parti du salut national succède au Parti de l'ordre national, qui est le premier parti depuis l'établissement du régime républicain à tenir publiquement un discours islamiste. Créé par Necmettin Erbakan (ancien militant du AP), il prône un retour aux sources islamiques de la Turquie et s'oppose frontalement à la république laïque créée par Atatürk en 1923. Cette ligne religieuse assoit la popularité du parti sur une population rurale désœuvrée et décontenancée par l'évolution de la société turque. Il entre à l'Assemblée nationale en 1973 avec 48 députés. Il participe alors à deux gouvernements de coalition, avec le CHP (gauche kémaliste) puis le AP (droite libérale).
Le PSN est dissous par la cour constitutionnelle en 1981 après le coup d'État de l'armée turque pour activité jugée contraire au principe de laïcité.
Le parti se reconstitue en 1983, après le retrait des militaires de la vie politique, sous le nom de Refah Partisi (parti du bien-être).